# Campeonato de España de Ciclismo en Ruta 1962
El LXI Campeonato de España de Ciclismo en Ruta se disputó en Zaragoza (Aragón) el 4 y el 5 de agosto de 1962 en dos jornadas. Una primera en formato contrarreloj y otra en formato de carrera en línea.   
El ganador fue el vasco Luis Otaño que se impuso tanto en la prueba de contrarreloj y acabó tercero en la prueba en línea que fue ganada por José Pérez Francés. 

## Clasificaciones

### Clasificación de la prueba contrarreloj
| Pos. | Ciclista             | Equipo         | Tiempo    |
| ---- | -------------------- | -------------- | --------- |
| 1.   | Luis Otaño           | Margnat-Paloma | 1h 48'23" |
| 2.   | Angelino Soler       | Ghigi          | a 1'00"   |
| 3.   | Miguel Pacheco       | Kas            | a 1'58"   |
| 4.   | José Pérez Francés   | Ferrys         | a 1'59"   |
| 5.   | Manuel Martín Piñera | Kas            | a 2'20"   |
| 6.   | Raúl Rey             | Licor 43       | a 2'56"   |
| 7.   | Francisco Tortellá   | Faema          | a 3'20"   |
| 8.   | Antonio Karmany      | Kas            | m.t.      |
| 9.   | Fernando Manzaneque  | Licor 43       | m.t.      |
| 10.  | Antonio Suárez       | Gighi          | a 5'00"   |

### Clasificación de la prueba en línea
| Pos. | Ciclista               | Equipo         | Tiempo    |
| ---- | ---------------------- | -------------- | --------- |
| 1.   | José Pérez Francés     | Ferrys         | 5h 56'03" |
| 2.   | Francisco Tortellá     | Faema          | m.t.      |
| 3.   | Luis Otaño             | Margnat-Paloma | m.t.      |
| 4.   | Raúl Rey               | Licor 43       | m.t.      |
| 5.   | Rogelio Hernández      | Kas            | m.t.      |
| 6.   | Gabriel Mas            | Faema          | m.t.      |
| 7.   | José Segú              | Kas            | m.t.      |
| 8.   | Fernando Manzaneque    | Licor 43       | m.t.      |
| 9.   | Antonio Karmany        | Kas            | m.t.      |
| 10.  | Antonio Jiménez Quiles | Licor 43       | m.t.      |

## Clasificación final
| Pos. | Ciclista             | Equipo         | Tiempo    |
| ---- | -------------------- | -------------- | --------- |
| 1.   | Luis Otaño           | Margnat-Paloma | 7h 44'28" |
| 2.   | José Pérez Francés   | Ferrys         | a 1'59"   |
| 3.   | Manuel Martín Piñera | Kas            | a 2'20"   |
| 4.   | Raúl Rey             | Licor 43       | a 2'56"   |
| 5.   | Francisco Tortellá   | Faema          | a 3'20"   |
| 6.   | Antonio Karmany      | Kas            | m.t.      |
| 7.   | Fernando Manzaneque  | Licor 43       | m.t.      |
| 8.   | Roberto Morales      | Kas            | a 5'10"   |
| 9.   | Ángel Guardiola      | Licor 43       | a 6'09"   |
| 10.  | Rogelio Hernández    | Kas            | a 6'36"   |